# Vinnîțki Hutorî
Vinnîțki Hutorî (în ucraineană Вінницькі Хутори) este o comună în raionul Vinnîțea, regiunea Vinnița, Ucraina, formată numai din satul de reședință.

## Demografie
Componența lingvistică a satului Vinnîțki Hutorî
     Ucraineană (97,43%)
     Rusă (2,3%)
     Alte limbi (0,09%)
Conform recensământului din 2001, majoritatea populației satului Vinnîțki Hutorî era vorbitoare de ucraineană (97,43%), existând în minoritate și vorbitori de rusă (2,3%).